# La Res Pública
La Res Pública es una publicación Argentina mensual cuyo objetivo es la promoción del debate político entre los estudiantes universitarios de su país para encontrar soluciones a los problemas de la Nación. 

## Editores
Es producida en su totalidad por estudiantes de universidades de Buenos Aires (UBA, Universidad Torcuato Di Tella, Universidad del Salvador, ITBA y Universidad de Belgrano) y distribuida los primeros días de cada mes en dichas universidades. 
Su selección de artículos y escritores se basa sólo en el estilo y no en su ideología.